# Leïla (film)
Leïla er en dansk film fra 2001 instrueret af Gabriel Axel efter manuskript af Gabriel Axel og Bettina Howitz.

## Handling
Nils, en ung dansker, er på en velfortjent ferie i et land langt mod syd. Han er indstillet på at have det sjovt i sin ferie og er åben overfor de muligheder, der er foran ham. Han er 23 år. Hvad han ikke er forberedt på er at møde den store kærlighed. Allerede dagen efter sin ankomst til Marokko støder han på den smukke Leïla, en ung berberpige, der netop har fejret sin 16 års fødselsdag. Dette møde bliver skæbnesvangert for dem begge.

## Medvirkende
- Mélanie Doutey som Leïla, 16 år
- Arnaud Binard som Nils
- Malika El-Omari som Moona
- Azedinne Bouayad som Brahim
- Christian E. Christiansen som Nils' ven
- Mads Knarreborg som Nils' ven
- Michel Bouquet som Fortæller